# Шэньчжэнь Синьцяо
«Шэньчжэнь Синьцяо» (кит. упр.  深圳新桥) — китайский футбольный клуб из города Шэньчжэнь провинции Гуандун, выступающий в Китайской лиге чемпионов. Домашней ареной клуба является Спортивный центр Сисяо.

## История
Команда «Шэньчжэнь Синьцяо» была основана в 2017 году. В 2019 году команда приняла участие в розыгрыше Кубка Китайской футбольной ассоциации, а также смогла лицензироваться для участия в розыгрыше Второй лиги сезона 2019 года. Однако 26 февраля 2019 года клуб официально заявил о том, что не будет выступать в турнире и вернулся в Суперлигу Шэньчжэня.